# Déclaration de 2015 sur le lancement du processus d'indépendance de la Catalogne
La déclaration sur le lancement du processus d'indépendance de la Catalogne (en catalan Declaració d'inici del procés d'independència de Catalunya) est une résolution du Parlement de Catalogne adoptée le 9 novembre 2015. Elle a pour objet d'engager le processus de déconnexion de la Catalogne, qui doit aboutir à la création d'un État catalan indépendant de l'Espagne. Elle constitue le premier acte politique de la nouvelle majorité indépendantiste issue des élections du 27 septembre 2015, composée d'Ensemble pour le oui et de la Candidature d'unité populaire.
La déclaration a une portée majeure, car elle proclame la volonté du Parlement de Catalogne de se soustraire à l'autorité des institutions espagnoles, et en particulier à celle du Tribunal constitutionnel, pour créer un État indépendant. Elle est immédiatement contestée par les partis catalans unionistes (Ciudadanos, le Parti des socialistes de Catalogne et le Parti populaire catalan) et par le gouvernement espagnol. Elle est jugée contraire à la Constitution par le Tribunal constitutionnel le 2 décembre 2015. Après la formation du gouvernement catalan de Carles Puigdemont en janvier 2016, la majorité parlementaire entend poursuivre le processus indépendantiste.

## Contexte
Les élections au Parlement de Catalogne du 27 septembre 2015 ont donné une majorité aux partisans de l'indépendance de la Catalogne. La liste d'union indépendantiste Junts pel Sí (JxSí), composée de Convergence démocratique de Catalogne (CDC) et la Gauche républicaine de Catalogne (ERC), a obtenu 39,54 % des voix et 62 sièges sur 135. La gauche anticapitaliste et indépendantiste de la Candidature d'unité populaire (CUP), a obtenu 8,20 % des voix et 10 sièges. Ensemble, ces deux formations sont majoritaires en sièges, mais pas en voix.
Junts pel Sí souhaite former un gouvernement et engager un processus de déconnexion avec l'Espagne, qui doit aboutir à la création d'un État catalan indépendant en dix-huit mois. La CUP est prête à participer à des négociations de coalition, mais réclame le départ du président sortant et candidat de Junts pel Sí Artur Mas. À la fin du mois d'octobre, les deux partis ne sont pas parvenus à former un gouvernement, mais ils s'accordent pour entamer le processus de déconnexion par l'adoption d'une résolution parlementaire, qui doit être la première étape vers l'indépendance.

## Adoption de la déclaration

### Processus d'adoption

Vote de la déclaration sur le lancement du processus d'indépendance de la Catalogne, 9 novembre 2015.
Pour : 72
Contre : 63
Abstention : 0

La proposition de déclaration commune sur le lancement du processus d'indépendance est déposée au Parlement de Catalogne par les deux groupes indépendantistes du Junts pel Sí et de la CUP le 27 octobre 2015 sous forme de résolution parlementaire.
Les partis unionistes catalans, Ciutadans (C's), le Parti des socialistes de Catalogne (PSC) et le Parti populaire catalan (PPC), déposent un recours devant le Tribunal constitutionnel contre la tenue du débat au Parlement. Leur recours est rejeté le 5 novembre.
Une annexe au point 8 de la résolution est ajoutée le 6 novembre par les deux groupes indépendantistes.
La résolution est adoptée par le Parlement de Catalogne le 9 novembre par 72 voix « pour » et 63 voix « contre ». Les 62 députés de Junts pel Sí et les 10 députés de la CUP ont voté pour la résolution.

### Contenu
La résolution 1/XI du Parlement de Catalogne sur le lancement du processus politique catalan comprend neuf points. Elle « déclare solennellement le début du processus de création d'un État catalan indépendant en forme de République ». Elle invite le gouvernement à adopter les mesures nécessaires pour appliquer la résolution et engager la déconnexion conformément au mandat démocratique des électeurs. Surtout, elle déclare l'insoumission du Parlement aux institutions de l'État espagnol en prévoyant que « le Parlement et le processus de déconnexion démocratique ne dépendront pas des décisions des institutions de l'État espagnol, en particulier du Tribunal constitutionnel » et en invitant le futur gouvernement à appliquer exclusivement les normes et les mandats donnés par le Parlement de Catalogne.
« Resolució 1/XI del Parlament de Catalunya, sobre l’inici del procés polític a Catalunya com a conseqüència dels resultats electorals del 27 de setembre de 2015 :
1. Primer. El Parlament de Catalunya constata que el mandat democràtic obtingut a les passades eleccions del 27 de setembre de 2015 es basa en una majoria en escons de les forces parlamentàries que tenen l'objectiu que Catalunya esdevingui un estat independent i en una àmplia majoria sobiranista en vots i escons que aposta per l'obertura d'un procés constituent no subordinat.
2. Segon. El Parlament de Catalunya declara solemnement l'inici del procés de creació d’un estat català independent en forma de república.
3. Tercer. El Parlament de Catalunya proclama l'obertura d'un procés constituent ciutadà, participatiu, obert, integrador i actiu per tal de preparar les bases de la futura constitució catalana.
4. Quart. El Parlament de Catalunya insta el futur govern a adoptar les mesures necessàries per a fer efectives aquestes declaracions.
5. Cinquè. El Parlament de Catalunya considera pertinent iniciar en el termini de trenta dies la tramitació de les lleis de procés constituent, de seguretat social i d'hisenda pública. 
6. Sisè. El Parlament de Catalunya, com a dipositari de la sobirania  i com a expressió del poder constituent, reitera que aquesta cambra i el procés de desconnexió democràtica de l’Estat espanyol no se supeditaran a les decisions de les institucions de l'Estat espanyol, en particular del Tribunal Constitucional, que considera mancat de legitimitat i de competència arran de la sentència de juny 2 del 2010 sobre l’Estatut d’autonomia de Catalunya, votat prèviament pel poble en referèndum, entre altres sentències.
7. Setè. El Parlament de Catalunya ha d’adoptar les mesures necessàries per a obrir aquest procés de desconnexió de l’Estat espanyol, d’una manera democràtica, massiva, sostinguda i pacífica  que permeti l'apoderament de la ciutadania a tots els nivells i es basi en una participació oberta, activa i integradora.
8. Vuitè. El Parlament de Catalunya insta el futur govern a complir exclusivament les normes o els mandats emanats d'aquesta cambra, legítima i democràtica, a fi de blindar els drets fonamentals que puguin resultar afectats per decisions de les institucions de l'Estat espanyol, com els especificats en l’annex d’aquesta resolució.
9. Novè. El Parlament de Catalunya declara la voluntat d'iniciar negociacions per tal de fer efectiu el mandat democràtic de creació d'un estat català independent en forma de república, i acorda posar-ho en coneixement de l'Estat espanyol, de la Unió Europea i del conjunt de la comunitat internacional. »

La résolution est accompagnée d'une annexe précisant les droits fondamentaux évoqués au point 8 de la résolution. Elle proclame notamment le droit à la santé, à l'éducation, à l'énergie, à l'avortement et l'égalité hommes-femmes.

## Conséquences immédiates

### Annulation par le Tribunal constitutionnel
Le président du gouvernement d'Espagne, Mariano Rajoy, réunit un conseil des ministres extraordinaire le 11 novembre 2015, pour déposer un recours contre la résolution devant le Tribunal constitutionnel.
Le Tribunal constitutionnel suspend l'application de la résolution à l'unanimité le 11 novembre, puis la déclare contraire à la Constitution, également à l'unanimité, le 2 décembre.
Le gouvernement de Catalogne annonce qu'il s'estime toujours lié par l'acte de son Parlement, signalant sa volonté de se soustraire à l'autorité du Tribunal constitutionnel pour poursuivre le processus de déconnexion.

### Conséquences politiques
La déclaration sur le lancement du processus d'indépendance conduit au renforcement de l'opposition entre indépendantistes et unionistes.
Pour les partisans de l'indépendance de la Catalogne, la déclaration est la première étape vers la création d'un État indépendant. Surtout, elle affirme la volonté du gouvernement catalan de se soustraire à la légalité espagnole, et notamment aux décisions du Tribunal constitutionnel, afin d'organiser un référendum d'autodétermination.
Les opposants à l'indépendance de la Catalogne sont déterminés à interrompre ce processus. La question catalane devient un des principaux enjeux de la campagne électorale pour les élections générales du 20 décembre 2015 en Espagne, ce qui conduit les partis unionistes à durcir leurs positions. Le président du gouvernement sortant et chef du Parti populaire (PP), Mariano Rajoy, réunit les dirigeants des autres partis politiques espagnols pour conclure un « pacte d'État », c'est-à-dire une alliance contre les mouvements séparatistes. Le Parti socialiste ouvrier espagnol (PSOE) et le parti unioniste de centre-droit Ciudadanos (C's) affirment leur volonté de défendre l'unité de l'Espagne. En revanche, le parti de gauche radicale Podemos s'oppose à cette alliance et se prononce pour le droit à l'autodétermination de la Catalogne, bien qu'il ne soit pas favorable à la sécession.

### Plaintes pour conspiration, rébellion et sédition
La déclaration sur le lancement du processus d'indépendance de la Catalogne donne lieu à deux plaintes pénales.
Le parti Union, progrès et démocratie (UPyD) dépose une plainte pour conspiration séditieuse devant le Tribunal Superior de Justícia de Catalunya (ca) (TSJC) contre la présidente du Parlement Carme Forcadell et les députés de Junts pel Sí et de la CUP signataires de la déclaration. Son porte-parole Andrés Herzog les accuse de préparer un coup d'État.
Le syndicat Manos Limpias dépose une plainte pour délits de rébellion et de sédition devant le même tribunal. Il accuse la présidente du Parlement Carme Forcadell de lancer « un appel à la désobéissance et à la violence des ennemis de la légalité » dans son discours d'investiture. La plainte vise également les députés signataires de la déclaration Jordi Turull, Marta Rovira (JxSi), Anna Gabriel et Antonio Baños (CUP).
Le ministère public ne soutient pas ces requêtes, qu'il estime irrecevables.
Le TSJC rejette les deux plaintes le 2 février 2016. Il juge que les délits allégués ne sont pas constitués dans la mesure où aucun acte rebelle ou séditieux, qui impliquent l'usage de la force, n'est rapporté.

## Application de la déclaration

### Formation du gouvernement
Bien que la déclaration sur le lancement du processus d'indépendance ait été annulée par le Tribunal constitutionnel, la majorité indépendantiste au Parlement a annoncé vouloir poursuivre le processus de création d'un État indépendant. Cependant, la mise en œuvre du programme de déconnexion est d'abord empêchée par l'absence de gouvernement : depuis les élections du 27 septembre, Junts pel Sí et la CUP négocient sans parvenir à conclure une alliance de gouvernement.
À l'issue de trois mois de négociations, les deux groupes indépendantistes concluent en janvier 2016 un pacte qui prévoit l'investiture d'un gouvernement dirigé par Carles Puigdemont. Comme son prédécesseur, le nouveau président entend appliquer la résolution du 9 novembre et conduire la Catalogne vers l'indépendance.

### Commission d'étude du processus constituant
Après la formation du gouvernement, le Parlement de Catalogne crée le 20 janvier 2016 la commission d'étude du processus constituant, une commission parlementaire chargée d'animer les travaux du Parlement sur le processus de déconnexion. Le gouvernement espagnol considère que cette initiative fait application de la déclaration sur le lancement du processus d'indépendance de la Catalogne, et constitue donc une violation de la décision d'annulation du Tribunal constitutionnel du 2 décembre. Immédiatement après la constitution de la commission d'étude, il annonce l'introduction d'un recours devant le Tribunal constitutionnel. C'est la première fois que le gouvernement déclenche la procédure en incident d'exécution, créée par la réforme du Tribunal constitutionnel de 2015, qui introduit la possibilité de prononcer la destitution des autorités publiques qui ne se conformeraient pas à ses décisions.
Le recours vise l'ensemble des membres de la commission d'étude, et surtout la présidente du Parlement, Carme Forcadell. Le gouvernement espagnol demande l'annulation de la création de la commission d'étude, qu'il considère comme « un acte frontal de désobéissance et une violation manifeste » de la décision du Tribunal constitutionnel, et une injonction à la présidente du Parlement et aux membres de la commission de se conformer à celle-ci, sous peine de poursuites pénales.
Le Tribunal constitutionnel déclare le recours recevable le 3 mars 2016. La procédure n'est pas suspensive.

### Lois de déconnexion
Le point 5 de la déclaration engage le Parlement à « débuter dans un délai de trente jours l'examen des lois sur le processus constituant, la sécurité sociale et les finances publiques ». Cette disposition n'est pas appliquée dans le délai prévu en raison de la durée des négociations de coalition, mais elle est mise en œuvre après la formation du gouvernement. Junts pel Sí et la CUP commencent le 3 février 2016 l'élaboration des trois lois de déconnexion. Celles-ci ont pour objet de créer les structures du futur État catalan : la sécurité sociale, le fisc et la justice. Pour écarter les risques de recours contentieux, la majorité confie à une commission parlementaire le soin de rédiger les propositions de loi, et leurs intitulés sont sans connotation politique : « loi sur la protection sociale catalane », « loi sur l'administration fiscale catalane » et « loi sur l'organisation judiciaire catalane ».